# Philip Joubert de la Ferté

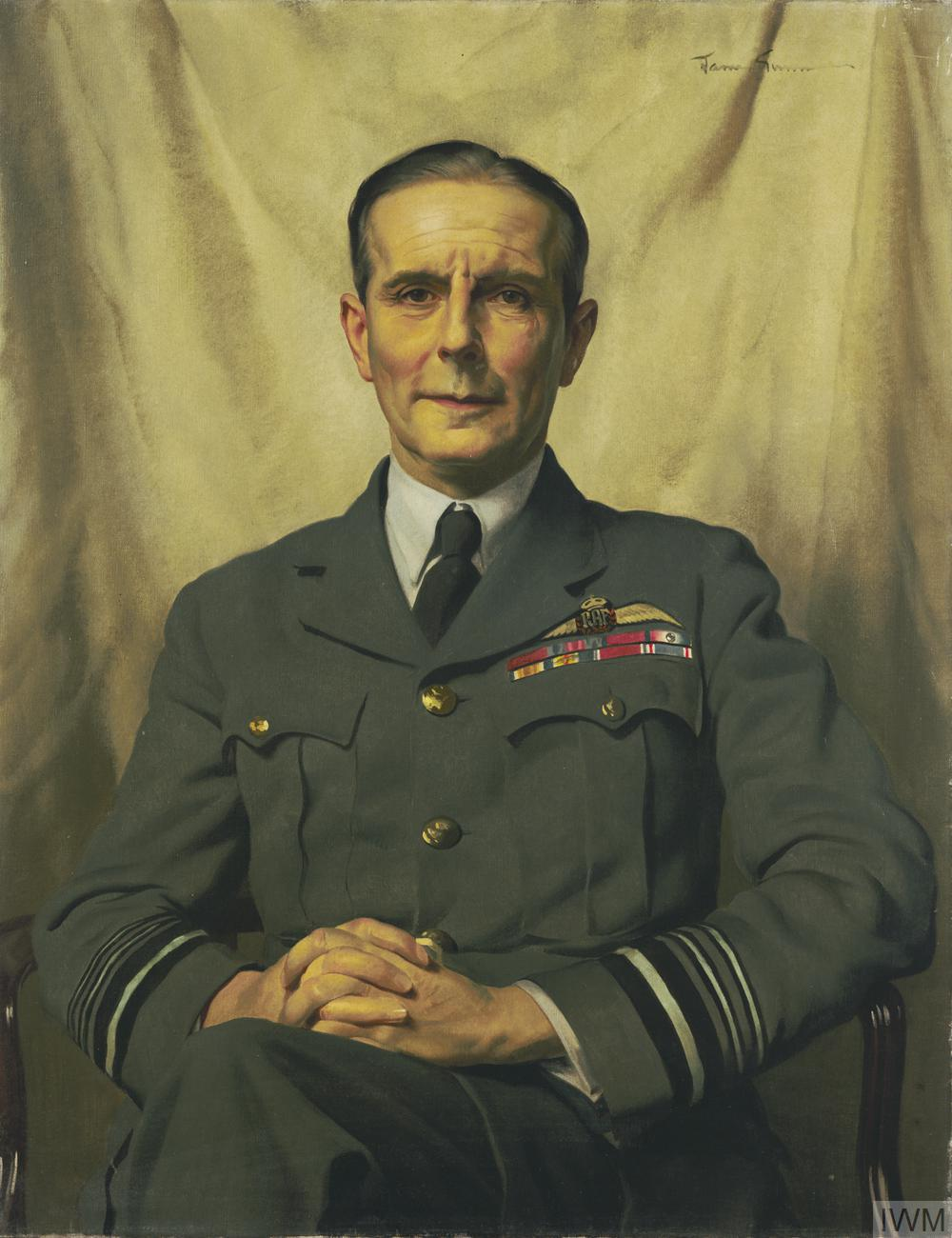
Philip Joubert de la Ferté (1940)

Sir Philip Bennet Joubert de la Ferté, KCB, CMG, DSO (* 21. Mai 1887 in Darjeeling, Bengalen, Britisch-Indien; † 21. Januar 1965 in Uxbridge, London Borough of Hillingdon) war ein britischer Major der British Army sowie Luftwaffenoffizier der Royal Air Force, der zuletzt im Range eines Generals (Air Chief Marshal) zwischen 1943 und 1945 stellvertretender Chef des Stabes für Information und zivile Angelegenheiten des Südostasienkommandos SEAC (South East Asia Command) war.

## Leben

### Militärische Ausbildung und Erster Weltkrieg
Joubert de la Ferté, Sohn von Oberst Charles Henry Joubert de la Ferté und dessen Ehefrau Eliza Jane Meville, besuchte die Elstree School in Woolhampton sowie anschließend die renommierte 1572 gegründete Harrow School. Danach absolvierte er zunächst eine Ausbildung zum Artillerieoffizier an der Royal Military Academy Woolwich und wurde nach deren Abschluss am 23. Juli 1907 als Leutnant (Second Lieutenant) in die Royal Field Artillery der British Army übernommen. In der Folgezeit fand er Verwendung in verschiedenen Einheiten der Feldartillerie und wurde am 23. Juli 1910 zum Oberleutnant (First Lieutenant) befördert. 1912 begann er eine Pilotenausbildung, die er am 3. September 1912 mit der Fluglizenz-Nr. 280 des Royal Aero Club (RAeC) abschloss. Am 7. März 1913 wurde er als Oberleutnant in die Heeresluftwaffe RFC (Royal Flying Corps) übernommen und setzt zugleich seine fliegerische Ausbildung an der Zentralen Flugschule (Central Flying School) fort. Im April 1913 wurde er zunächst als Pilot zur No. 2 Squadron RFC auf der RAF Montrose versetzt sowie kurz darauf am 7. Juni 1913 zur No. 3 Squadron RFC auf dem Stützpunkt Netheravon.
Unmittelbar nach Beginn des Ersten Weltkrieges wurde Joubert de la Ferté als Fliegerischer Kommandeur mit seiner Einheit als Teil der britischen Expeditionsstreitkräfte BEF (British Expeditionary Force) an die Westfront verlegt und flog am 19. August 1914 zwei der ersten Lufteinsätze des Ersten Weltkrieges. Am 19. Oktober sowie am 9. Dezember 1914 wurde er erstmals im Kriegsbericht erwähnt (Mentioned in dispatches) und erhielt zwischenzeitlich am 30. Oktober 1914 seine Beförderung zum Hauptmann (Captain). Am 25. Mai 1915 übernahm er den Posten als Kommandeur (Commanding Officer) der mit Royal Aircraft Factory B.E.2-Militärflugzeugen ausgerüsteten No. 15 Squadron RFC auf dem Militärflugplatz Hounslow  sowie kurz darauf am 19. August 1915 als Kommandeur der ebenfalls an der Westfront operierenden No. 1 Squadron RFC, die mit Flugzeugen der Typen Royal Aircraft Factory B.E.8, Avro 504-Doppeldeckern sowie Morane-Saulnier L-Jagdflugzeugen ausgerüstet war. Er befand sich ab November 1915 zur Genesung und übernahm danach am 15. Januar 1916 en Posten als Kommandeur der auf dem Militärflugplatz Filton stationierten No. 33 Squadron RFC, die ebenfalls mit Royal Aircraft Factory B.E.2 ausgerüstet war. Anschließend wurde er am 1. Juli 1916 als Nachfolger von Major Geoffrey Salmond Kommandeur der im Mittleren Osten eingesetzten No 5 Wing RFC und verblieb in dieser Funktion bis zum 5. Februar 1917, woraufhin Hauptmann Amyas Borton sein Nachfolger wurde. Während dieser Zeit wurde er am 1. Dezember 1917 erneut im Kriegsbericht erwähnt und am 1. Januar 1917 mit dem Distinguished Service Order (DSO) ausgezeichnet. Nachdem er 1917 zeitweilig Kommandeur der No. 21 Wing RFC an der Westfront war, wurde er nach seiner Beförderung zum Major am 22. Juni 1917 Kommandeur der No. 14 Wing RFC und nahm mit dieser Einheit ebenfalls an Kampfeinsätzen an der Westfront sowie an der Italienfront teil.
Gegen Ende des Ersten Weltkrieges übernahm Joubert de la Ferté am 26. März 1918 den Posten als Kommandeur der ebenfalls in Italien eingesetzten britischen Luftstreitkräfte und wurde als solcher am 1. April 1918 zum Oberstleutnant befördert. Kurz darauf wurde er am 30. Mai 1918 erneut im Kriegsbericht erwähnt. Für seine Verdienste an der Italienfront wurde er am 2. November 1918 sowohl Kommandeur des italienischen Ritterordens des heiligen Mauritius und Lazarus (Ordine dei Santi Maurizio e Lazzaro) als auch das italienische Kriegsverdienstkreuz (Croce di Guerra al Valor Militare) verliehen.

### Nachkriegszeit bis zum Zweiten Weltkrieg
Nach Kriegsende wurde Joubert de la Ferté am 1. Januar 1919 Companion des Order of St. Michael and St. George (CMG) sowie am 6. Januar und am 5. Juni 1919 erneut im Kriegsbericht erwähnt. Zwei Tage zuvor hatte er am 3. Juni 1919 den Posten als Kommandeur der No 2 (Training) Group RAF übernommen. Zum 1. August 1919 wurde er als Berufssoldat (Permanent Commission) in die Royal Air Force aufgenommen und erhielt den Dienstgrad als Oberstleutnant (Wing Commander), wobei dieser auf den 1. April 1918 zurückdatiert wurde. Er absolvierte zwischen dem 22. Januar 1920 und dem 18. März 1921 das Staff College Camberley und übernahm im Anschluss den Posten als Kommandeur des Instandhaltungsdepot auf dem Luftwaffenstützpunkt RAF Harlescott. Im Anschluss gehörte er ab dem 1. November 1921 zu den Offizieren, die mit dem Aufbau des RAF Staff College, Andover beauftragt waren, und war dort ab dem 1. April 1922 Mitglied des Leitungsstabes unter dem ersten Kommandanten Air Commodore Robert Brooke-Popham. Während dieser Zeit erfolgte am 30. Juni 1922 auch seine Beförderung zum Oberst (Group Captain).
Danach wurde Joubert de la Ferté am 1. April 1923 zunächst stellvertretender Leiter der Personalabteilung sowie im Mai 1924 stellvertretender Leiter der Personalwesen. Im Januar 1925 schied er aus dieser Funktion aus und wurde ab dem 4. Oktober 1925 für ein halbes Jahr mit halbem Sold beurlaubt. Danach übernahm er am 20. Mai 1926 den Posten als Chef des Stabes im Hauptquartier für Luftkampfgebiete (HQ Fighting Area) auf dem Luftwaffenstützpunkt RAF Kenley und wechselte zum 15. November 1926 zum Leitungsstab des Imperial Defence College in London.
Nach seiner Beförderung zum Brigadegeneral (Air Commodore) am 1. Juli 1929 löste Joubert de la Ferté Air Commodore Bertie Drew als Kommandeur AOC (Air Officer Commanding) der No 23 Group RAF ab. Diesen Posten hatte er bis zu seiner Ablösung durch Air Commodore Peregrine Fellowes am 6. September 1930 inne. Er selbst wurde anschließend am 7. September 1930 Nachfolger von Air Commodore Edgar Ludlow-Hewitt als Kommandant als RAF Staff College, Andover und verblieb in dieser Funktion bis zu seiner Ablösung durch Air Vice Marshal Wilfrid Freeman am 2. Januar 1934. Dort erfolgte am 1. Januar 1933 auch seine Beförderung zum Generalmajor (Air Vice Marshal). Am 2. Januar 1934 löste er Air Commodore Jack Baldwin als Kommandeur der Fighting Area und übte diese Funktion bis zur Umbenennung dieser Einheit in Luftangriffskommando (RAF Fighter Command) am 14. Juli 1936 aus.
Joubert de la Ferté, der am 23. Juni 1936 Companion des Order of the Bath (CB) wurde sowie am 1. Juli 1936 zum Generalleutnant (Air Marshal) befördert wurde, übernahm am 14. Juli 1936 den Posten als Kommandeur der wieder aufgestellten No. 11 (Fighter Group). Diesen Posten übergab er bereits am 1. September 1936 an Air Vice Marshal Leslie Gossage. Er selbst löste anschließend am 1. September 1936 Air Marshal Arthur Longmore als Kommandierender General AOC-in-C (Air Officer Commander-in-Chief) des Luftwaffenküstenkommandos (RAF Coastal Command) ab und bekleidete diesen Posten bis zu seiner Ablösung durch Air Marshal Frederick Bowhill am 18. August 1937. Daraufhin wurde er am 29. September 1937 abermals als Nachfolger von Air Marshal Edgar Ludlow-Hewitt Kommandeur der Luftstreitkräfte in Britisch-Indien (RAF India), die am 27. Dezember 1938 in Air Forces in India umbenannt wurden. In dieser Verwendung wurde er am 9. Juni 1938 zum Knight Commander des Order of the Bath (KCB) geschlagen und führte seither den Namenszusatz „Sir“. 

### Zweiter Weltkrieg und Aufstieg zum Air Chief Marshal
Sein Nachfolger als Kommandeur der Air Forces in India wurde am 5. August 1940 Air Marshal John Frederick Andrews Higgins, während er selbst zunächst innerhalb der RAF zur besonderen Verfügung gestellt wurde. Kurz darauf wurde er Luftwaffenberater für kombinierte Operationen sowie danach 1940 Assistent des Chefs des Luftwaffenstabes (Chief of the Air Staff), Marshal of the Royal Air Force Charles Portal, und war als solcher für Rundfunkangelegenheiten zuständig. Dabei wurde er einem breiten Publikum der British Broadcasting Corporation (BBC) durch seine Radiokommentare zum Kriegsverlauf bekannt. 
Am 14. Juni 1941 löste er wiederum Air Marshal Frederick Bowhill als Kommandierender General des RAF Coastal Command ab und übte diese Funktion bis zu seiner Ablösung durch Air Marshal John Slessor am 5. Februar 1943 aus. Als Kommandierender General des RAF Coastal Command führte er eine Reihe von Neuerungen ein wie zum Beispiel die Flug- und Instandhaltungsplanung ein. Darüber hinaus setzte er sich für die Produktion des Torpedobombers Bristol Beaufort ein, um damit die Angriffsgruppen (Strike Wings) auszustatten, die bei Angriffen von Schiffsverbänden durch Bristol Beaufighter-Kampfflugzeugen unterstützt wurden. Am 14. April 1942 wurde er zum General (Air Chief Marshal) befördert, wobei diese Beförderung auf den 1. Juli 1941 zurückdatiert wurde.
Als Nachfolger von Air Chief Marshal Arthur Longmore übernahm er am 6. Februar 1943 den Posten als weiterer Generalinspekteur der Luftwaffe (Inspector-General of the RAF) neben Air Chief Marshal Edgar Ludlow-Hewitt und verblieb in dieser Verwendung bis zu seinem Eintritt in den Ruhestand am 6. November 1943. Anschließend fungierte  Air Chief Marshal Ludlow-Hewitt als einziger Inspector-General of the RAF. Nur drei Wochen später wurde er am 23. November 1943 bereits wieder reaktiviert und wurde stellvertretender Chef des Stabes für Information und zivile Angelegenheiten (Deputy Chief of Staff (Information and Civil Affairs)) des Südostasienkommandos SEAC (South East Asia Command). Nach Kriegsende wurde er am 14. November 1945 endgültig in den Ruhestand versetzt, fungierte aber von 1946 bis 1947 als Leiter der Abteilung für Öffentlichkeitsarbeit im Luftwaffenstab. Für seine Verdienste wurde er ferner am 25. April 1947 auch Kommandeur des US-amerikanischen Legion of Merit und bekam ferner am 18. November 1947 das Großkreuz des niederländischen Orden von Oranien-Nassau verliehen.

## Veröffentlichungen
- The Fated Sky, 1952
- Rocket, 1957
- The forgotten ones. The story of the groundcrews, 1961
- One man’s meat, 1962